# Конрад Гампер
Конрад Гампер (нар. 30 квітня 1846, кантон Тургау у Швейцарії, пом. 17/29 вересня 1899, Краматорськ) — швейцарський конструктор, менеджер і промисловець.
З сімнадцяти років вчився у слюсаря, а потім і сам працював слюсарем. Свої знання поглиблював шляхом самоосвіти; згодом закінчив політехнікум.
У 1867–1873 роках працював на різних заводах Франції, Німеччини та Австро-Угорщини. 1874 року, він був призначений конструктором на фабриці Густава Генріха фон Руффера у Вроцлаві. Він спроєктував два чавунні мости через річку Одру, а також залізничний віадук біля Кендзежина-Козьле. 1876 року він став директором фабрики парових котлів і чавунних мостів у Гуті Піла на Клодницькому каналі в Рудзінці біля Гливиці.
1880 року, Царська Росія запровадила високе імпортне мито, створивши сприятливі умови для розвитку промисловості на землях Королівства Польського. Багато німецьких компаній заснували тут свої заводи. Гампер запропонував фон Руфферу побудувати філію заводу в басейні Заглемб'є Домбровське.
Через відсутність інтересу з боку фон Руффера він прийняв пропозицію Вільгельма Фіцнера, власника фабрики в Семяновіце, щодо визнаної технології виробництва котлів, труб і зварювання. Нова фабрика була заснована 1881 року в Константинові, на теренах сьогоднішнього району Сосновця, на ділянці, викупленій у родини графа Ренара. Її директором став Гампер. За задумом завод мав провести ремонт, і вже за перший рік роботи було виготовлено 40 котлів. Швидко розвивалося виробництво, охопивши всю Російську імперію. Менш ніж за два перші десятиліття свого існування, компанія поставила металоконструкції для восьми доменних печей у Польщі та декількох заводів на теренах тодішньої України. 1893 року до фабрики було приєднано ливарний завод і машинобудівний завод у Домброві-Гурничі. 1895 року, він купив акції у Фіцнера, а 1889 року отримав патент США на трубчасті котли. На той час, згідно із заявкою на патент, він був підданим російського імператора і проживав у Сільці.
Через розташування заводів у Заглемб'є Домбровському, де показники руди та вугілля були недостатніми, а сировину доводилося завозити із-за кордону, що через вищезазначені мита негативно вплинуло на собівартість виробництва, Gumper вирішив поїхати далі на схід. Прийнявши російське підданство, переїхав із родиною до Москви, де в другій половині 1896 року, був прийнятий до купецького стану. 
1896-ж року Конрад купує земельну ділянку в Краматорську Харківського намісництва у Таранових-Білозерових, яка тяглася по обидва боки річки Маячка, на лівобережжі Казенного Торця. Незабаром тут виріс Краматорський механічний завод (на його базі тепер існують: СКМЗ, Краматорський феросплавний завод). Першими, по-справжньому досвідченими, працівниками були поляки — столяри - модельники та ливарники, і вже вони брали до себе підмайстрами вихідців із навколишніх сіл Ясногірки, Малотаранівки, тощо.
У травні 1896 року закінчилося будівництво кам'яного ливарного цеху, а вже восени цього року, коли перші форми були готові до заливання, над Краматорськом пролунав перший гудок. Навесні 1897 року, будівництво основних цехів заводу було завершено. Краматорський механічний завод став третім підприємством, яке належало фірмі Конрада Гампера. 1897 року, для утримання власних підприємств, він заснував Товариство копальних та механічних заводів Fitzner&Gamper «В.Фіцнер та К.Гампер».
1898 року, швейцарець вже почав будувати доменні печі на Краматорському заводі і за рік, 15 травня 1899 року, він заснував Краматорське металургійне Товариство, а дозвіл на це було підписано російським царем Миколою II 23 квітня 1899 року. Капітал Гампера сягав 6,5 мільйонів царських карбованців.
Конрад Гампер помер раптово, і його смерть нічого не віщувало, він помер від інфаркту, без мук. Сталося це на роботі, 29 вересня 1899 (за старим стилем) у Краматорську. Згодом його тіло було перевезено до Польщі, міста Сосновець, що у Сілезькому воєводстві та поховано на євангелістському цвинтарі.